# Тарасов, Владимир Юрьевич
Владимир Юрьевич Тарасов (род. 21 марта 1968, Новосибирск, РСФСР, СССР) — советский и российский хоккеист. Тренер.

## Карьера
Воспитанник новосибирского и тольяттинского хоккея. В первой лиге чемпионата СССР провёл 72 игры.
В высшей лиге чемпионата СССР провёл 30 игр. В высшем дивизионе чемпионата России провёл 425 игр. С 2002 года играл во втором по силе дивизиону (высшей лиге), где за два сезона в Самаре, Саратове и Кемерово провёл 37 игр.
Последний сезон (2005/06) играл в Белоруссии.
В составе сборной России принял участие в Олимпиаде — 1994.
По окончании карьеры работает с юношами ХК «Лада».

## Награды

### Национальные
- Чемпионат России
  -  Чемпион (2): 1993/1994; 1995/1996
  -  Вице-Чемпион (3): 1992/1993, 1994/1995; 1996/1997;

- Кубок МХЛ
  -  Обладатель (1): 1994

- Регулярный чемпионат
  -  Победитель (5): 1992/1993, 1993/1994, 1994/1995, 1995/1996, 1996/1997

### Международные
- Кубок Европы
  -  Обладатель (1): 1996/1997
  -  Финалист (1): 1994/1995
- Суперкубок Европы
  -  Финалист (1):  1997
- Кубка Шпенглера
  -  Финалист (1): 1995